# Lăzăreni
Lăzăreni è un comune della Romania di 2 955 abitanti, ubicato nel distretto di Bihor, nella regione storica della Transilvania.
Il comune è formato dall'unione di 8 villaggi: Bicăcel, Calea Mare, Cărăndeni, Cărănzel, Gepiș, Gruilung, Lăzăreni, Miheleu.